# 916 America
916 America è un asteroide della fascia principale del diametro medio di circa 33,23 km. Scoperto nel 1915, presenta un'orbita caratterizzata da un semiasse maggiore pari a 2,3638513 au e da un'eccentricità di 0,2373151, inclinata di 11,09427° rispetto all'eclittica.
L'asteroide è dedicato all'omonimo continente, probabilmente come per l'aiuto offerto dagli Stati Uniti durante la carestia in Crimea. Inizialmente, come altri asteroidi scoperti all'osservatorio di Simeiz durante la prima guerra mondiale, non poté essere comunicato subito all'Istituto Rechen dell'Università di Heidelberg e fu quindi identificato per alcuni anni con una sigla contenente Σ, la lettera sigma dell'alfabeto greco.